# Antiochos Evangelatos
Antiochos Evangelatos (griechisch Αντίοχος Ευαγγελάτος Andiochos Evangelatos, * 25. Dezember 1903 in Lixouri; † 17. Dezember 1981 in Athen) war ein griechischer Dirigent und Komponist.

## Leben
Evangelatos lernte zu seiner Schulzeit das Geigenspiel am Athener Konservatorium bei Tony Schultze, studierte jedoch nach dem Abitur zunächst ein Jahr Medizin, danach Jura an der Athener Universität. Zur Fortsetzung seiner Studien begab er sich nach Leipzig. In dieser Zeit folgte er dichterischen Ambitionen: 1925 veröffentlichte er in Athen die Sammlung „Impressionen“ (Ιμπρεσσιόνες) und gehörte zu den Gründungsmitgliedern der Zeitschrift Mousa (Μούσα). In Leipzig gab er sein Jurastudium auf und nahm Kurse in Kunstgeschichte, später auch in Musik bei dem Reger-Schüler Max Ludwig. Schließlich schrieb er sich am Leipziger Konservatorium ein, wo er Theorie und Komposition bei Hermann Grabner, Klavier bei Otto Weinreich und Orchesterleitung bei Kofler belegte und 1928 seinen Abschluss machte. Seine erste Symphonie wurde 1930 unter großem Erfolg unter Dimitri Mitropoulos in Athen aufgeführt. 1931/1932 vollendete er seine Studien bei Felix Weingartner in Wien, bevor er 1932 endgültig nach Athen zurückkehrte. Hier übernahm er die Leitung des Orchesters am städtischen Konservatorium und gründete das „Neue Symphonieorchester“ (Νέα Συμφωνική Ορχήστρα). Ab 1933 lehrte er Komposition am Staatlichen Konservatorium, wo er 1937 Ko-Direktor, von 1940 bis 1973 Künstlerischer Leiter war. Von seiner Gründung 1937 bis 1954 war er ständiger Dirigent des Griechischen Rundfunkorchesters, von 1940 bis 1972 musikalischer Leiter der Griechischen Nationaloper. 1957 übernahm er nach 20 Jahren als Generalsekretär das Amt des Vorsitzenden des Griechischen Komponistenverbands (EEM) von seinem Vorgänger Manolis Kalomiris, das er bis 1980 ausfüllte. Als Dirigent wirkte er auch außerhalb Griechenlands, unter anderem mit Orchestern in München, Wiesbaden, Basel, Rom und Belgrad, wo er meist griechische Musik in seine Programme integrierte. Als Operndirigent war er für die Erstaufführung von Opern Mozarts in Griechenland verantwortlich; außerdem dirigierte er zahlreich das griechische Opernrepertoire mit Werken von Spyros Samaras, Dionysios Lavrangas sowie zeitgenössischer Komponisten. Unter seinen Studenten waren zahlreiche bedeutende Musiker, darunter Dimitrios Dapergolas, Stavros Solomos und Eleni Karaindrou.
Evangelatos war mit der Harfenistin Xeni Bourexaki verheiratet und ist der Vater des Regisseurs Spyros Evangelatos und der Mezzosopranistin Daphne Evangelatos.

## Werke
- Sinfonietta G-Dur („Συμφωνιέτα“, 1927)
- Symphonie Nr. 1 c-moll (1929–1930)
- Larghetto und Scherzo („Λαργκέτο και Σκέρτσο“, 1932)
- Streichquartett A-Dur (1930)
- Streichsextett E-Dur (1932)
- Suite D-Dur für Orchester (1934)
- Byzantinische Melodie für Streicher („Βυζαντινή μελωδία“, 1936)
- Ouvertüre zu einem Drama für Orchester („Εισαγωγή σ' ένα δράμα“, 1937)
- Das Mädchen und der Tod für Sopran, Mezzosopran und Orchester („Η Λυγερή κι ο Χάρος“, 1941)
- Fünf Lieder nach Sikelianos („5 τραγούδια του Σικελιανού“, 1941–1943)
- Variationen und Fuge über ein griechisches Volkslied für Orchester („Παραλλαγές και φούγκα σ' ένα ελληνικό δημοτικό τραγούδι“, 1949)
- Küsten und Berge Attikas, Symphonische Dichtung für Orchester („Ακρογιάλια και βουνά της Αττικής“, 1953–1954)
- Konzert für Klavier und Orchester (1957–1958)
- Symphonie Nr. 2 (1967)